# Malabarska obala
Malabarska obala je dolga obalna črta na jugozahodni obali Indijskega podkontinenta. Geografsko obsega najbolj zahodno regijo južne Indije, kjer Zahodni Gati prestregajo vlažne monsunske vetrove in deževje, še posebej na zahodno ležečih gorskih pobočjih. Termin »Malabarska obala« se včasih uporablja v povezavi s celotno zahodno Indijsko obalo od zahodne obale Konkana do konca podkontinenta pri Kanjakumari.

## Definicije
Malabarska obala se v zgodovinskem kontekstu nanaša na indijsko jugozahodno obalo, ki leži na ozki obalni ravnici zveznih držav Karnatake in Kerale med pogorjem Zahodnih Gatov in Arabskim morjem. Obala teče od juga Goe do Kanjakumarija na skrajni južni točki podkontinenta. Jugovzhodna indijska obala pa se imenuje Koromandijska obala.
Malabarska obala se razteza preko 845 km po dolžini od obale jugozahodne Maharaštre, čez vso obalo Goe, po celotni zahodni obali Karnatake in Kerale vse do Kanjakumari. Južni del te ozke obale se nanaša na vlažen gost gozd.

## Zgodovinska pričevanja
Malabarska obala je bila skozi celotno izpričano zgodovino od okoli 3000 pr. n. št., glavni center trgovine z Mezopotamijo, Egiptom, Grčijo, Rimskim cesarstvom, Jeruzalemom in Arabskim svetom. Najbolj znana pristanišča (tako izginula kot obstoječa) so bila 'Naura (Kanur), Balita (Vizhindžam), Koči (prej imenovan Ernakulam), Calicut (kasneje imenovan Kozhikode, in Mangalore. Nabolj znano pa je bilo pristanišče Muziris, in
Zaradi svoje orientacije na morje in na pomorsko trgovino, so mesta ob Malabarski obali zelo multikulturna, in so bila dom za nekatere prve skupine Judov, Sirskih kristjanov (Kristjani sv. Tomaža), muslimanov in Anglo-Indijcev v Indiji.
V času kitajske dinastije Ming v zgodnjem 15. stoletju je admirala Zheng Heja ladjevje pogosto pristajalo na Malabarski obali. Kmalu zatem je na Malabarski obali pristal tudi Vasco da Gama blizu mesta Calicut leta 1498, in tako ponovno vzpostavil pot med Indijo in Evropo.